# Іпотечний брокер
Іпоте́чний бро́кер — фінансовий посередник на ринку фінансово-банківських послуг, основним завданням якого є пошук та оформлення для клієнта іпотечного кредиту. Як правило, іпотечні брокери співпрацюють з низкою банків, що дає можливість вибирати оптимальні іпотечні продукти для клієнтів.
Іпотечні брокери є важливим альтернативним каналом дистрибуції банківських продуктів. Так у країнах Європейського Союзу, на іпотечних брокерів припадає близько 40 % виданих житлових кредитів. За даними Української національної іпотечної асоціації [Архівовано 23 квітня 2022 у Wayback Machine.], в 2007 році на долю іоптечних брокерів в Україні припадало лише близько 1 % виданих іпотечних кредитів. Зважаючи на фрагментованність українського банківського сектору та різноманіття фінансових продуктів, очікується стрімке зростання цієї галузі фінансових послуг.
В Україні існує велика кількість іпотечних брокерів, серед найбільш структурованих варто відмітити КредитСвіт та Кредитстар.